# Dieter Rathing
Diether Rathing (* 20. Dezember 1956 in Aerzen; † 24. April 2023) war ein deutscher evangelischer Theologe. Von 2011 bis 2021 war er Landessuperintendent (seit 2020 Regionalbischof) für den Sprengel Lüneburg der Evangelisch-lutherischen Landeskirche Hannovers.

## Leben
Dieter Rathing studierte evangelische Theologie in Tübingen und Göttingen und war Vikar in Stade. 1986 übernahm er seine erste Pastorenstelle in der Stader Kirchengemeinde St. Wilhadi. 1994 ging er als Pastor an die Osnabrücker St.-Marien-Kirche. 2001 folgte seine Berufung zum Superintendenten des Kirchenkreises Verden. Seit 2011 war Rathing Landessuperintendent/Regionalbischof des Sprengels Lüneburg. Von 2013 bis 2022 wirkte er als Vorsitzender des Vorstandes des Evangelischen Dorfhelferinnenwerks Niedersachsen.
Rathing war verheiratet und hatte zwei Kinder.

## Einzelnachweis
1. ↑  Die Landeskirche Hannovers trauert um den früheren Lüneburger Regionalbischof Dieter Rathing. Evangelisch-lutherische Landeskirche Hannovers, 26. April 2023, abgerufen am 26. April 2023.

| Personendaten    | Personendaten                    |
| ---------------- | -------------------------------- |
| NAME             | Rathing, Dieter                  |
| ALTERNATIVNAMEN  | Rathing, Diether                 |
| KURZBESCHREIBUNG | deutscher evangelischer Theologe |
| GEBURTSDATUM     | 20. Dezember 1956                |
| GEBURTSORT       | Aerzen                           |
| STERBEDATUM      | 24. April 2023                   |